# Gustava Meukow
Wilhelmina Gustava Cecilia Meukow, född 15 januari 1866 i Visby domkyrkoförsamling, Visby, Gotlands län, död 12 april 1936 i  Visby
, var en svensk teckningslärare, konstnär och tecknare. 
Hon var dotter till översten Gustaf Meukow och Cecilia Spolander samt syster till Anna Meukow. Efter studier vid Tekniska skolan i Stockholm 1882–1889 utexaminerades hon som teckningslärare och mönsterritare. Därefter företog hon ett antal studieresor till bland annat Frankrike, Tyskland och Italien. Hon var verksam som teckningslärare i Åhlinska skolan i Stockholm 1889–1902, vid samrealskolan i Haparanda från 1909 och i Trelleborg. För Antikvarisk-topografiska arkivet i Stockholm avbildade hon i akvarell de flesta medeltida glasmålningar som finns i de gotländska kyrkorna. Vid en utställning i Stockholm 1890 tilldelades hon första pris för en ritning på ett planschskåp. Tillsammans med sin syster gav hon ut tidskriften Konstslöjden i hemmet 1904–1911 och drev en skola för konstslöjd i Stockholm 1889–1913. Meukow är representerad med ett tecknat porträtt av IE Gubb vid Gotlands fornsal, Nationalmuseum och vid Östergötlands museum.